# Jingo-Keiun
Jingo-Keiun (japanisch 神護景雲) ist eine japanische Ära (Nengō) von  September 767 bis Oktober 770 nach dem gregorianischen Kalender. Der vorhergehende Äraname ist Tempyō-Jingo, die nachfolgende Ära heißt Hōki. Die Ära fällt in die Regierungszeit der Kaiserin (Tennō) Shōtoku, die zuvor bereits unter dem Namen Kōken regierte. 
Der erste Tag der Jingo-Keiun-Ära entspricht dem 13. September 767, der letzte Tag war der 22. Oktober 770. Die Jingo-Keiun-Ära dauerte vier Jahre oder 3752 Tage.

## Ereignisse
- 767 Fertigstellung der Burg Ijō in der Provinz Mutsu
- 768 Fertigstellung der Burg Ito in der Provinz Chikuzen